# Nanbu (Aomori)
Nanbu (南部町 Nanbu-chō?) es un pueblo localizado en la prefectura de Aomori, Japón. En octubre de 2018 tenía una población de 17.260 habitantes y una densidad de población de 113 personas por km². Su área total es de 153,12 km².

## Geografía

### Municipios circundantes
- Prefectura de Aomori
  - Sannohe
  - Shingō
  - Gonohe
  - Hachinohe
- Prefectura de Iwate
  - Ninohe
  - Karumai

## Demografía
Según datos del censo japonés, la población de Nanbu ha disminuido en los últimos años.
| Año del censo | Población |
| ------------- | --------- |
| 1995          | 23.041    |
| 2000          | 22.596    |
| 2005          | 21.552    |
| 2010          | 19.853    |
| 2015          | 18.312    |